# Острихаже
Острихаже (пол. Ostrycharze) — село в Польщі, у гміні Лютутув Верушовського повіту Лодзинського воєводства.
Населення — 32 особи (2011).
У 1975-1998 роках село належало до Серадзького воєводства.

## Демографія
Демографічна структура станом на 31 березня 2011 року:
|          | Загалом | Допрацездатний вік | Працездатний вік | Постпрацездатний вік |
| -------- | ------- | ------------------ | ---------------- | -------------------- |
| Чоловіки | 17      | 4                  | 11               | 2                    |
| Жінки    | 15      | 3                  | 9                | 3                    |
| Разом    | 32      | 7                  | 20               | 5                    |